# セイヨウナナカマド
セイヨウナナカマド（西洋七竈、英名: rowan, mountain-ash、学名: Sorbus aucuparia）はバラ科ナナカマド属に属するヨーロッパ原産の落葉低木である。ヨーロッパの中部から西部の広い範囲に分布し、その生育域は北極圏にも達する。分布域の南部である地中海地方では山地の高いところでのみ見られる。

## 名称
英名 Rowan は北欧の言葉で魔除けを意味するRunaに由来する。またもう一つの英名Mountain Ashはセイヨウナナカマドの葉が一見トネリコ属（ash tree）の葉と似ていることからきている。セイヨウナナカマドとトネリコ属は近縁ではない。
ドイツ語名 Eberesche は誤解を招きやすい名称である。Eberは「オス豚ないしオスの猪」を意味するが、全く関係ない。15世紀にeberboumが現れ、その後eberasch、eberesche、ab[e]resch[e]の形が見られた。そしてケルト語の人名・地名に現れるガリア語のeburos（「イチイ」）との関係が推測されている。一方、本来の形はAberescheすなわち「偽トネリコ」を意味し、トネリコ（Esche）と葉は同じだが、別物（Aber）であるということを表わしていると主張する向きもある。
ドイツ語では上記のように Eberesche と言うが、Vogelbeerbaum という別名もある。これはVogel（「鳥」）+ Beere（「液果」）+ Baum（「木」）の合成語であり、かつてツグミなどの小鳥を捕獲するためにこの木の果実が餌とされたゆえに命名されたようである。
学名の種小名 aucuparia は、野鳥狩りを意味するラテン語の aucupatio（アウクパツィオ）に由来する。

## 分布
中央ヨーロッパと北ヨーロッパからシベリアにかけて広く分布する。グレートブリテン島のスコットランド高地にも分布が見られる。

## 形態

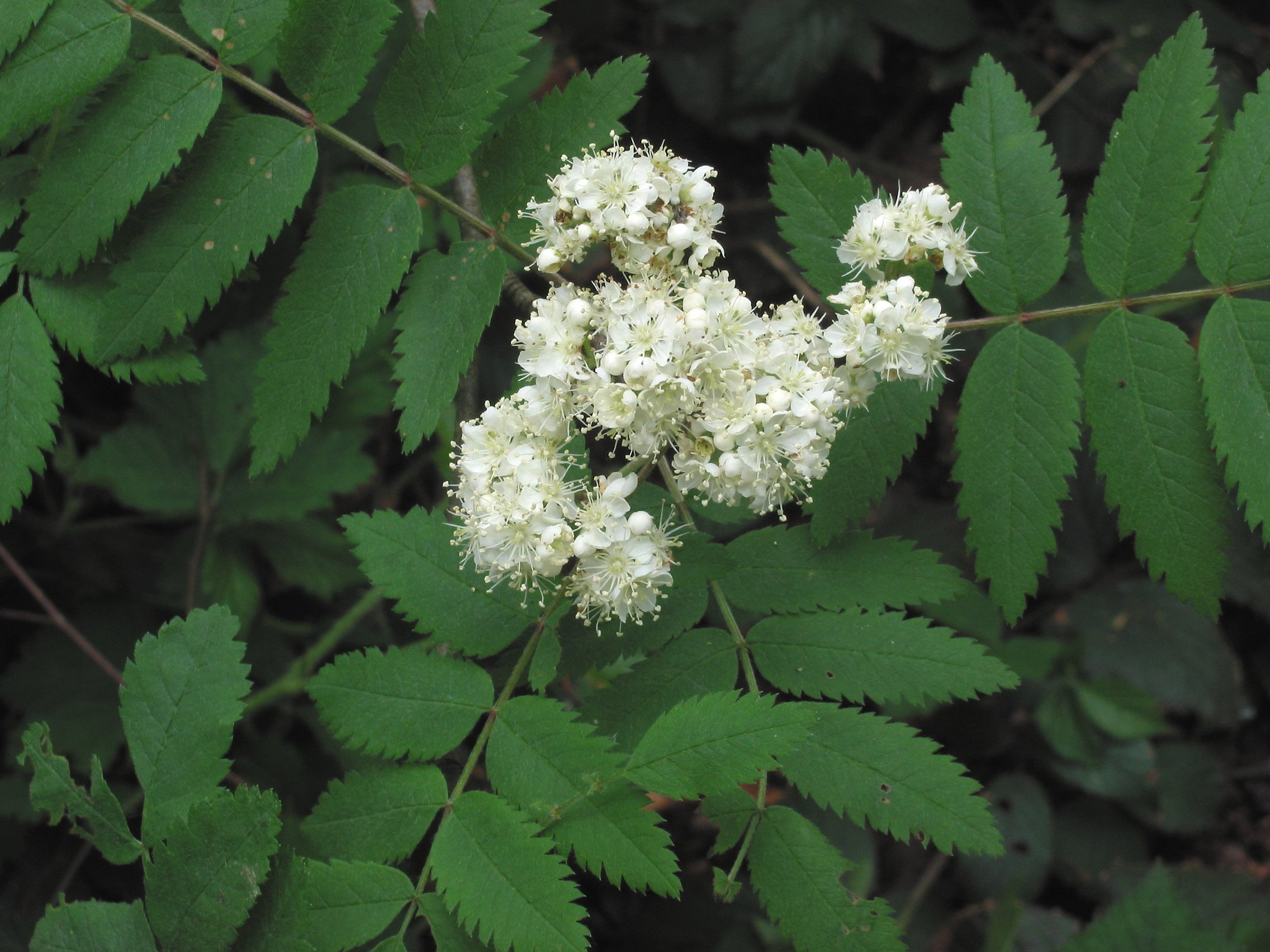
セイヨウナナカマドの葉と花

落葉性の中低木で、成長すると8 - 10メートル程になることが多い。まれに20メートルを超える。大きく成長し28メートルに達する個体もある。樹皮はなめらかで、若木は銀灰色をしている。樹齢を重ねると薄い灰褐色になり、時にはひび割れする。新芽は緑色で細かい毛に覆われているが、次第に灰褐色になり毛もなくなる。つぼみは細かい毛に覆われており、紫茶色で目立つ。葉は長さ10 - 22センチメートル、幅6 - 12センチメートル。9 - 19枚（多くは13 - 15枚）の小葉が羽状複葉を形成している。小葉1つの長さは3 - 7センチメートル、幅は15 - 23ミリメートル。葉の縁は粗い鋸歯状。葉には細かい毛が生えているところがあり、とりわけ葉柄と葉裏の葉脈に生えていることが多い。
枝の末端に、最大で250個ほどの花が、直径8 - 15センチメートルの散房花序を形成する。1つ1つの花は1センチメートルほどで、5つの乳白色の花弁をもつ。両性花で、強い芳香があり、花蜜によって昆虫を引きつけて受粉される。
果期は初秋。果実はナシ状果で直径6 - 9ミリメートル（稀に14ミリメートルに達する）で20個以上ずつ固まってつき、最初は緑色だが、夏になり成熟するにつれて鮮やかな赤色になる。果実の中には最大8つ（多くは2つ）の種がある。果実がついた枝は細く、果実の重さで大きくたわむ。二倍体で、染色体数は2n=24。果柄の反対側には、花の残骸が星形五角形に残る。

## 亜種
4亜種もしくは5亜種が確認されている。
- Sorbus aucuparia subsp. aucuparia 基亜種。ヨーロッパの温暖な地域、北西アジア、スペイン南部から中部、イタリア中部、ギリシャ北端、オビ・エルティシ川の東側に分布。新芽や葉が毛に覆われている。
- Sorbus aucuparia subsp. fenenkiana T.Georgiev & Stoj ブルガリアに分布（固有種）。
- Sorbus aucuparia subsp. glabrata (Wimm. & Grab.) Cajander (syn. S. glabrata (Wimm. & Grab.) Hedl.) アイスランド、スコットランド北端（オークニー諸島、シェトランド諸島）、スカンジナビア半島北部、ロシア北西部、その他アルプス山脈やカルパティア山脈の森林限界に分布する。低木で、新芽や葉の毛が少ない。
- Sorbus aucuparia subsp. praemorsa (Guss.) Nyman フランス（コルシカ島）、イタリア（シチリア島、カラブリア州）といった地中海地方の高地に分布。
- Sorbus aucuparia subsp. sibirica (Hedl.) 北アジアの温暖な地域、オビ・エルティシ川の東側に分布。葉や新芽に毛はない。

## 生態

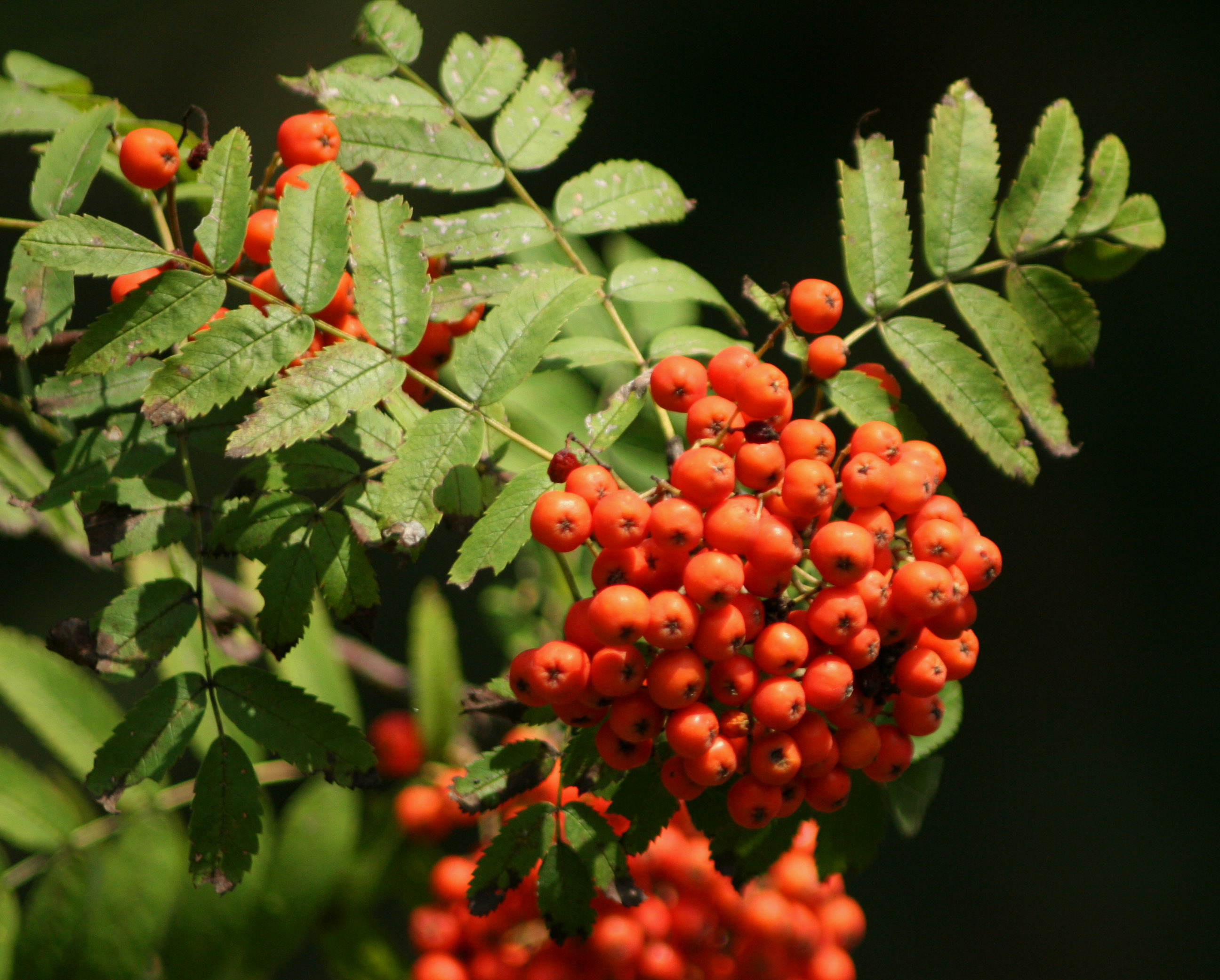
葉と成熟した果実

セイヨウナナカマドは寒さに耐性があり、山地の標高の高い地域でもよく見られる。イギリスでは標高1,000メートル、フランスでは標高2,000メートルの高地にも分布する。 また弱酸性土壌や崖の割れ目など、様々な土壌状態に適応している。また着生植物としてヨーロッパアカマツなどの大きな木の裂け目や穴から生育することが数々あるが、大きく成長できないことが殆どである。
セイヨウナナカマドの果実は多くの鳥類、特にワキアカツグミ、ノハラツグミ、クロウタドリ、ヤドリギツグミにとって重要な食料源となる。また果実を食料とする鳥たちが糞をすることによって、種子が拡散される。種子はギンザンマシコや大型のフィンチの食料となる。種子が発芽するのは1、2年後のことであり、岩の割れ目や険しい岩山であったり、木の洞穴の湿っぽい有機物の中で発芽することもある。
葉や皮はアカシカ、ノロジカ、ユキウサギ、さらにガの1種Venusia cambricaを初めとする数種類の昆虫の幼虫が食べる。庭を食い荒らす害虫として知られるカタツムリ類Helix aspersaもまたセイヨウナナカマドの葉を食べる。

## 利用

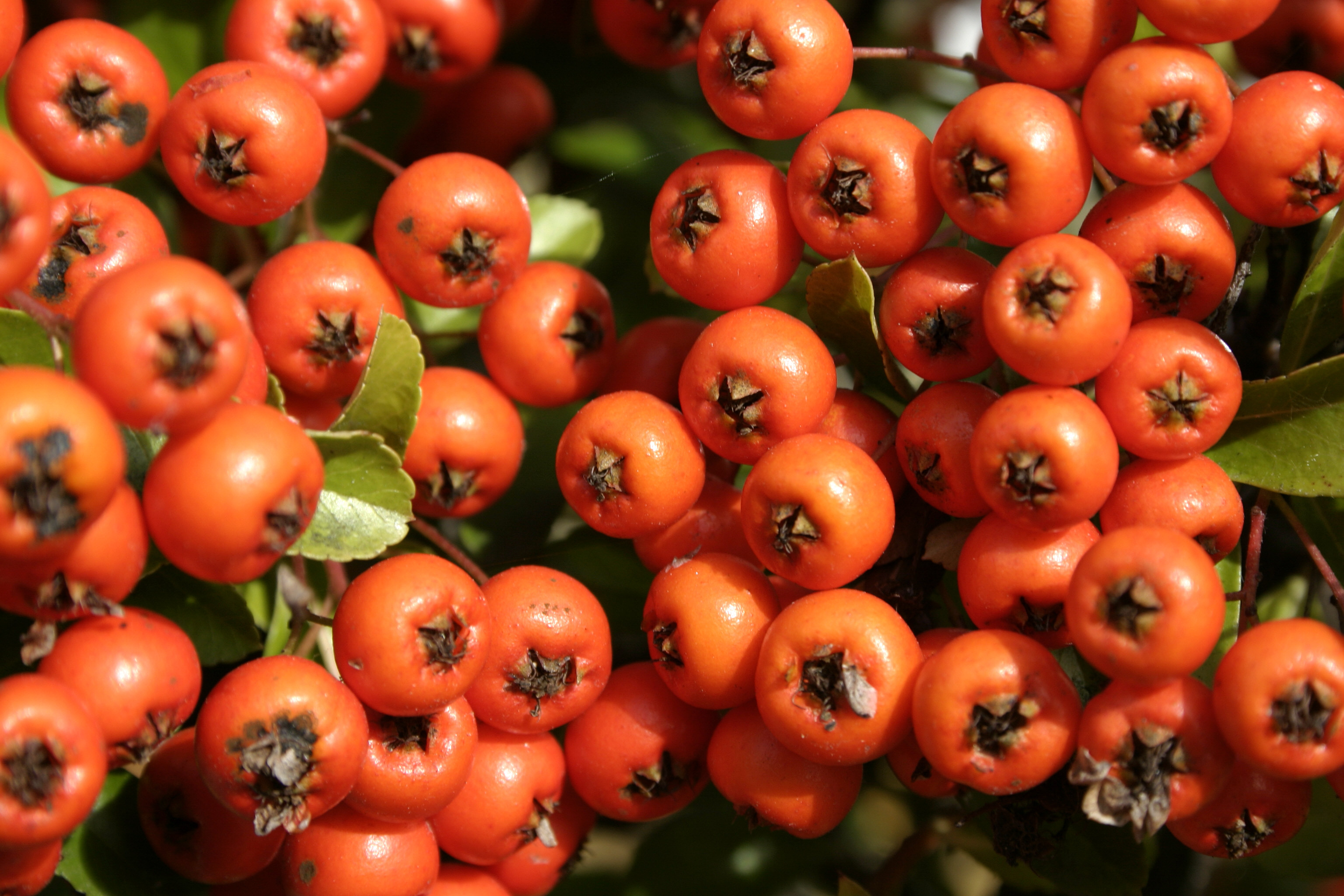
セイヨウナナカマドの果実

ほかのナナカマド類と同様にセイヨウナナカマドは街路樹や庭の鑑賞樹として栽培されており、栽培品種が選定されている。例えばAsplenifoliaは深い鋸歯縁の葉を持つ。Beissneriは樹皮や枝が銅のようなオレンジ色である。Fructu Luteoは黄色の実をつける。
セイヨウナナカマドの実 (rowan berry) は独特の苦味を帯びた甘酸っぱい風味を持ち、ジャムやゼリーの材料として使われる。その生息域の広さから、料理や飲み物に特有の苦味や酸味を与えるためにこの実を使用する国は多い。セイヨウナナカマドのゼリーは伝統的に、鹿肉などの狩猟の獲物の肉によく付けあわされる。苦味の少ない大きな実を付けるEdulisという品種も作りだされ、栽培されている。
昔は、野鳥狩り用の餌として利用した。
セイヨウナナカマドの果実にはソルビン酸という防腐剤成分が含まれている。ソルビン酸は、人体への影響はさほど大きくないが、カビや細菌の生育を防ぐ作用がある。食品産業界では合成ソルビン酸とその誘導体が防腐剤として広く使われている。

## 文化
西洋では、セイヨウナナカマドには強い魔力があり、呪術から守護してくれると信じられてきた。北欧神話によれば、雷神トールが増水した河を渡るとき、このナナカマドに助けられたとされる。ケルト人との関係も深く、ケルトの神官ドルイドにとってこの木は「命の木」であり、彼らはそれを魔除けとし、聖所に植えた。スコットランドではwiggen treeとも呼ばれ、魔術的な物を避けるお守りとして神聖視されていた。船の一部としてセイヨウナナカマドから切り出した板を嵌めこみ水難避けのお守りにしたという。